# Вавилон (Секретные материалы)
«Вавилон (англ. Babylon) — пятый эпизод десятого сезона «Секретных материалов». Автор сценария и режиссёр — Крис Картер. Премьера эпизода состоялась 15 февраля 2016 года на телеканале Fox.

## Сюжет
В юго-западном Техасе двое мусульман совершают террористический акт в художественной галерее, где были выставлены картины, оскорбляющие пророка Мухаммеда. К Малдеру и Скалли приходят агенты Миллер и Эйнштейн, дальняя родственница Эйнштейна. Их задача — узнать, планируются ли ещё теракты со стороны радикальных исламистов. Надежда возлагается на чудом выжившего террориста, который не активировал пояс шахида и поэтому остался жив, но пребывает в вегетативном состоянии. Независимо друг от друга, агенты обмениваются партнерами и пытаются разными способами пообщаться с террористом, натыкаясь на сопротивление со стороны спецслужб и вегетативное состояние террориста.

## Кастинг
Эпизод включает возвращение «Одиноких стрелков» (в исполнении Тома Брэдвуда, Брюса Хэрвуда и Дина Хэглунда), о которых объявили в июле 2015 года. Так как их персонажи были убиты в девятом сезоне, было неизвестно, как их персонажи появятся. Крис Картер объяснил, что он не будет ссылаться на комикс «Секретные материалы: 10 сезон», где «Одинокие стрелки» подстроили свою смерть. Появление «Одиноких стрелков» было почти отменено, так как агенты по подбору актёров не смогли найти Дина Хэглунда, поскольку он переехал в Сидней. Об этой новости Хэглунду сообщил Брюс Хэрвуд. В эпизоде «Одинокие стрелки» появляются в галлюцинации Малдера.
Появление Лорен Эмброуз и Робби Амелла в роли агентов Эйнштейна и Миллера также объявили в июле 2015 года.

## Рейтинги
Показ пятой серии десятого сезона состоялся 15 февраля 2016 года. Эпизод посмотрели 7,07 млн зрителей. Рейтинг Нильсена составил 2.1 в возрастной группе 18-49 лет.  Это означает, что 2.1% жителей США в возрасте от 18 до 49 лет, смотревших телевизор, выбрали для просмотра именно данный эпизод. Предыдущую серию «Снова дома» посмотрели 8,31 млн человек.